# Alexios II Megas Komnenos
Alexios II Megas Komnenos (Grieks: Αλέξιος Β΄ Μέγας Κομνηνός) (1282-1330) was van 1297 tot 1330 keizer van Trebizonde.

## Leven
Alexios II was de zoon van keizer Johannes II Megas Komnenos en van Eudokia Palaiologina, de derde dochter van de Byzantijnse keizer Michaël VIII Palaiologos. Als keizer, sinds de dood van zijn vader in 1297, toonde hij zich een krachtig heerser. Hij maakte een einde aan het opperleenheerschap van Byzantium, dwong Genua, dat in zijn rijk handelsposten probeerde te stichten, zijn voorwaarden te accepteren. In de strijd tegen de emir van Sinope verloor hij echter Chalybia. Een door paus Johannes XXII aangeboden kerkelijke unie wees hij af.

## Huwelijk en kinderen
Alexios huwde met Djiadjak, de dochter van Becha II Jaqeli, atabeg van Samtsche. Uit het huwelijk werden in ieder geval zes kinderen geboren:
- Michaël, in 1330 vermoord door Andronikos III
- Basileios, van 1332 tot 1340 keizer van Trebizonde
- Andronikos III, van 1330 tot 1332 keizer van Trebizonde
- Anna, in 1341 keizerin van Trebizonde
- Georgios[2], in 1330 vermoord door Andronikos III
- Eudokia, gehuwd met Adil Beg ibn Yakub Kandaride